# Inhapim (ave)
Corrupião-d'ombros-amarelos ou inhapim (Icterus cayanensis) é uma espécie de ave passeriforme da família Icteridae nativa da América do Sul.

## Distribuição e habitat
Ocorre em Argentina, Bolívia, Brasil, Equador, Guiana Francesa, Guiana, Peru, Suriname e Venezuela. O hábitat dessa espécie são as concentrações de buritis em terrenos pantanosos ou inundáveis em áreas abertas ou de floresta, estando presente também nas bordas e no dossel de florestas úmidas tropicais.

## Descrição
Mede 20 cm de comprimento. Plumagem preta brilhante com uma mancha de coloração castanha a alaranjada nas asas. Bico fino e agudo. Corpo esbelto e cauda larga.

## Subespécies
Um estudo genético permitiu separar em dois clados as subespécies que eram incluídas nesta espécie, I. cayennensis inclui duas subespecies:
- I. c. cayanensis (Linnaeus, 1766)
- I. c. chrysocephalus (Linnaeus, 1766)

As outras quatro formam um grupo monofilético, atualmente incluído na espécie Icterus pyrrhopterus:
- I. p. periporphyrus (Bonaparte, 1850)
- I. p. pyrrhopterus (Vieillot, 1819)
- I. p. tibialis Swainson, 1838
- I. p. valenciobuenoi H. Ihering, 1902